# Municipio de Monroe (condado de Middlesex)
El municipio de Monroe (en inglés: Monroe Township) es un municipio ubicado en el condado de Middlesex en el estado estadounidense de Nueva Jersey. En el año 2010 tenía una población de 39,132 habitantes y una densidad poblacional de 359 personas por km².

## Geografía
El municipio de Monroe se encuentra ubicado en las coordenadas 40°20′11″N 74°25′59″O / 40.33639, -74.43306.

## Demografía
Según la Oficina del Censo en 2000 los ingresos medios por hogar en el municipio eran de $53,306 y los ingresos medios por familia eran $68,479. Los hombres tenían unos ingresos medios de $56,431 frente a los $35,857 para las mujeres. La renta per cápita para la localidad era de $31,772. Alrededor del 3.3% de la población estaba por debajo del umbral de pobreza.